# Dom Viçoso
Dom Viçoso este un oraș în Minas Gerais (MG), Brazilia.